# Заосиново
Заосиново — деревня в Пермском районе Пермского края. Входит в состав Кондратовского сельского поселения.

## Географическое положение
Деревня расположена примерно в 1 км от берега реки Кама, вблизи старичного озера Осиновое. Расстояние до объездной дороги вокруг Перми (Западный Обход) составляет 4,1 км.

## Население
| 2010 |
| ---- |
| 156  |

## Топографические карты
- Лист карты O-40-76 Юго-камский. Масштаб: 1 : 100 000. Состояние местности на 1983 год. Издание 1984 г.